# سامانثا ديفيز
سامانثا ديفيز (بالإنجليزية: Samantha Davies)‏ هي عداءة سريعة بريطانية، ولدت في 20 سبتمبر 1979.

## وصلات خارجية
- سامانثا ديفيز على موقع الاتحاد الدولي لألعاب القوى (الإنجليزية)
- سامانثا ديفيز على موقع أوليمبيديا (الإنجليزية)